# Liste der Monuments historiques in Saint-Pourçain-sur-Sioule
Die Liste der Monuments historiques in Saint-Pourçain-sur-Sioule führt die Monuments historiques in der französischen Gemeinde Saint-Pourçain-sur-Sioule auf.

## Liste der Bauwerke
| Bezeichnung           | Beschreibung                                                                                   | Standort | Kennzeichnung | Schutzstatus | Datum | Bild           |
| --------------------- | ---------------------------------------------------------------------------------------------- | -------- | ------------- | ------------ | ----- | -------------- |
| Beffroi               | Uhrturm, 13. Jahrhundert, im 19. Jahrhundert restauriert                                       | (Lage)   | PA00093287    | Inscrit      | 1986  | weitere Bilder |
| Chapelle de Briailles | Kapelle, 12. und 13. Jahrhundert                                                               | (Lage)   | PA03000052    | Inscrit      | 2016  | weitere Bilder |
| Kirche Sainte-Croix   | romanische Chorumgangskirche, 11. bis 13. Jahrhundert, Reste eines Kreuzgangs, 15. Jahrhundert | (Lage)   | PA00093288    | Classé       | 1875  | weitere Bilder |
| Villa de Chatet       | Villa mit Garten, erbaut 1815                                                                  | (Lage)   | PA03000055    | Classé       | 2019  |                |

## Liste der Objekte

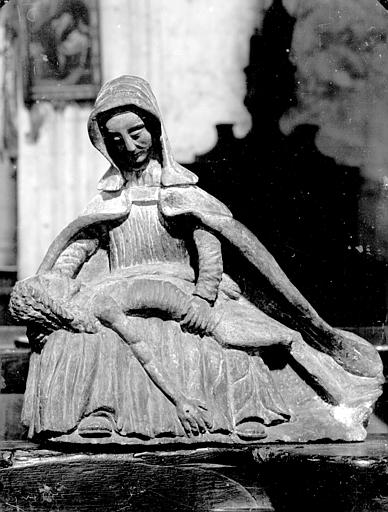
Pietà in Saint-Pourçain-sur-Sioule

- Monuments historiques (Objekte) in Saint-Pourçain-sur-Sioule in der Base Palissy des französischen Kultusministeriums

Siehe auch: Pietà (Saint-Pourçain-sur-Sioule)